# Tsutsumi chūnagon monogatari

Le Tsutsumi chūnagon monogatari (堤中納言物語) (littéralement « Contes du conseiller de second rang de la rive de la rivière ») est une collection de contes japonais de la fin de l'époque de Heian. Une traduction française de Renée Garde a paru sous le titre Contes du conseiller de la digue.

## Paternité
À l'exception d'une histoire, la paternité de l’œuvre est inconnue. Il est probable que les histoires ont été écrites par différents auteurs à différentes périodes puis réunies plus tard en un seul texte.
On sait que Ōsaka koenu gonchūnagon a été composé en[1055 par dame Koshikibu. Cela est confirmé dans le huitième volume du Rokujō saiin utaawase (六条斎院歌合) qui contient un des poèmes de cette histoire.
Par ailleurs, des poèmes de Hanazakura oru shōshō, Hodohodo no kesō, Kaiawase et Haizumi sont inclus dans le Fūyō wakashū de 1271, ce qui indique une origine plus ancienne pour ces histoires.
La tradition veut que Fujiwara no Tameuji (1222-1286) et Fujiwara no Tamesuke (1263-1328) ont créé des copies des manuscrits, ce qui implique un achèvement du texte au XIIIe siècle.

## Contenu
La signification du titre est inconnue mais il existe deux théories principales :
- un reflet des différentes histoires (monogatari) liées (tsutsumi) ensemble dans une seule collection ;
- une façon de désigner Fujiwara no Kanesuke connu comme le conseiller de second rang (chūnagon) de la rive de la rivière parce que sa résidence est située près de la rivière Kamo.

Le texte comporte dix nouvelles :
- Hanazakura oru shōshō (花桜折る少将?) ;
- Kono tsuide (このつゐで?) ;
- La Princesse qui aimait les insectes (Mushi mezuru himegimi) (虫めづる姫君?), raconte l'histoire d'une belle et intelligente princesse qui jouait dehors avec les insectes et les chenilles plutôt que d'entretenir sa beauté et de rester à la cour ;
- Hodohodo no kesō (ほどほどの懸想?) ;
- Ōsaka koenu gonchūnagon (逢坂越えぬ権中納言?) ;
- Kaiawase (貝あはせ?) ;
- Omowanu Kata ni Tomari suru ahōshō (思はぬ方にとまりする少将?) ;
- Hanada no nyōgo (はなだの女御?) ;
- Haizumi (はいずみ?) ;
- Yoshinashigoto (よしなしごと?).

Il existe aussi un fragment incomplet à la fin. Il n'a pas de titre mais est connu par les quelques premiers mots par lesquels il commence tels que Fuyugomoru (冬ごもる).

## Manuscrits
Il existe approximativement une soixantaine de manuscrits mais l'original a disparu. Chaque manuscrit contient des passages difficiles à lire et le texte dans son ensemble doit être complété par comparaison avec d'autres manuscrits.